# Finlands Lejons orden
Finlands Lejons orden (finska: Suomen Leijonan ritarikunta) är en finsk statsorden. Orden instiftades 11 september 1942 för att ge ett alternativ till att utdela Finlands vita ros.

## Klasser
- Storkorset av Finlands Lejons orden (FLO SK)
- Kommendörstecknet av I. klass av Finlands Lejons orden (FLO K I)
- Kommendörstecknet av Finlands Lejons orden (FLO K)
- Pro Finlandia-medaljen av Finlands Lejons orden (FLO PF)
- Riddartecknet av I klass av Finlands Lejons orden (FLO R I)
- Riddartecknet av Finlands Lejons orden (FLO R)
- Förtjänstkorset av Finlands Lejons orden (FLO Fk)